# Ваялуа (Гаваї)
Ваялуа (англ. Waialua) — переписна місцевість (CDP) в США, в окрузі Гонолулу штату Гаваї. Населення — 4062 особи (2020).

## Географія
Ваялуа розташована за координатами 21°34′3″ пн. ш. 158°7′14″ зх. д. / 21.56750° пн. ш. 158.12056° зх. д. (21.567445, -158.120525).  За даними Бюро перепису населення США в 2010 році переписна місцевість мала площу 6,19 км², з яких 5,68 км² — суходіл та 0,51 км² — водойми.

## Демографія
Згідно з переписом 2010 року, у переписній місцевості мешкало 3860 осіб у 1165 домогосподарствах у складі 885 родин. Густота населення становила 624 особи/км².  Було 1270 помешкань (205/км²).
Расовий склад населення:
| - 45,5 % — азіатів - 21,4 % — білих - 5,3 % — вихідців з тихоокеанських островів - 0,2 % — корінних американців - 0,2 % — чорних або афроамериканців - 1,1 % — осіб інших рас |

До двох чи більше рас належало 26,2 %. Частка іспаномовних становила 10,3 % від усіх жителів.
За віковим діапазоном населення розподілялося таким чином: 21,0 % — особи молодші 18 років, 61,0 % — особи у віці 18—64 років, 18,0 % — особи у віці 65 років та старші. Медіана віку мешканця становила 40,4 року. На 100 осіб жіночої статі у переписній місцевості припадало 109,6 чоловіків;  на 100 жінок у віці від 18 років та старших — 106,0 чоловіків також старших 18 років.
Середній дохід на одне домашнє господарство  становив 85 553 долари США (медіана — 68 167), а середній дохід на одну сім'ю — 98 837 доларів (медіана — 88 906). Медіана доходів становила 46 344 долари для чоловіків та 38 286 доларів для жінок. За межею бідності перебувало 7,6 % осіб, у тому числі 5,3 % дітей у віці до 18 років та 11,0 % осіб у віці 65 років та старших.
Цивільне працевлаштоване населення становило 1673 особи. Основні галузі зайнятості: освіта, охорона здоров'я та соціальна допомога — 23,6 %, роздрібна торгівля — 17,9 %, мистецтво, розваги та відпочинок — 17,0 %.